# النوبة الصرعية الموسيقية
النوبة الصرعية الموسيقية، والمعروفة أيضًا باسم النوبات التي تحدثها الموسيقى، هي نوع نادر من النوبات الصرعية، مع انتشار يقدر بواحد من كل 10,000,000 فرد، والتي تنشأ من النشاط الكهربائي غير المنتظم أو غير الطبيعي للدماغ عندما يسمع الشخص أو يتعرض لنوع معين من الأصوات أو المنبهات الموسيقية. يوجد الكثير من التحديات أمام الأطباء عند تشخيص النوبة التي تحدثها الموسيقى بسبب النطاق الواسع للمحفزات، والتأخير الزمني بين التحفيز والنوبة. بالإضافة إلى ذلك، لم تُثبت أسباب النوبات الناتجة عن الموسيقى بشكل واضح، فقد اكتُشفت ودُرست حالات محدودة فقط. ومع ذلك، فإن الفهم الحالي للآلية الكامنة وراء النوبة الموسيقية هو أن الموسيقى تحفز الجزء من الدماغ المسؤول عن إثارة المشاعر المرتبطة بتلك الموسيقى. يؤدي الخلل الوظيفي في هذا النظام إلى إطلاق غير طبيعي للدوبامين، مما يؤدي في النهاية إلى حدوث النوبة الصرعية.
حاليًا، هناك استراتيجيات تدخل متنوعة يمكن للمرضى الاختيار من بينها بحسب حالتهم. يمكن أن يخضعوا لعملية جراحية لإزالة المنطقة من الدماغ التي تسبب النوبة، ويمكن اللجوء للعلاج السلوكي أيضًا، والذي يُدرب المرضى عبره على السيطرة على مشاعرهم لتقليل تكرار النوبات. لوحظ وجود بعض التحسن عند وصف بعض الأدوية مثل الكاربامازيبين والفينيتوئين (دواء للنوبات المعممة).

## العلامات والأعراض
في حين أن علامات وأعراض النوبات الناتجة عن الموسيقى تشبه تلك الموجودة في النوبات البؤرية الأخرى، لكن أحد الفروق الفريدة هو الاختلاف في الفترة الزمنية بين التحفيز والنوبة بين المرضى المختلفين. على عكس معظم النوبات البؤرية، تختلف المدة بين التحفيز الموسيقي والنوبة بين المرضى. تحدث النوبة عند بعض المرضى فور حدوث التحفيز، بينما يعاني البعض الآخر من فجوة زمنية كبيرة بين التحفيز والنوبة. الأعراض الناتجة بعد هذا الفاصل الزمني الكامن الطويل عبارة عن استجابات ذاتية. قد يواجه المرضى تغيرات في معدل التنفس وضغط الدم ومعدل ضربات القلب مثل عدم انتظام دقات القلب، مما يؤدي بهم إلى الشعور بالضيق والاضطراب.
غالبًا ما تحدث إضافة لذلك هلوسات عند حدوث نوبة ناتجة عن منبه موسيقي، فالهلوسات الموسيقية والحس المرافق هي الهلوسة الأكثر شيوعًا المرتبطة بالنوبات الصرعية الموسيقية. قد تحدث الهلوسة السمعية الموسيقية أيضًا بسبب صرع الفص الصدغي، والذي وجد أنه يتأثر في 75% من حالات الصرع الموسيقي.

## الأسباب
تُعرَّف النوبات الصرعية الموسيقية عمومًا على أنها نوبة بؤرية، إذ تتأثر المناطق الصدغية الوحشية والمتوسطة والقشرة الجبهية الحجاجية للدماغ. تتحفز النوبات المولدة للموسيقى بمحفزات معقدة بسبب النطاق الواسع للمحفزات.
لوحظ وجود مجموعة واسعة من المحفزات للنوبات الموسيقية والصرع الموسيقي، إذ يختلف نوع الموسيقى وطريقة إدراك الموسيقى من مريض إلى آخر. أُبلغ عن أن 17% من نوبات الصرع التي تثيرها الموسيقى تحدث فقط بسبب الموسيقى، في حين أن 53% تحدث بسبب المنبهات الموسيقية المتنوعة. لا تقتصر أمثلة المحفزات الموسيقية على الاستماع إلى الضوضاء والصوت ومستوى الصوت والكلمات النقية والنوع والمغني والأغنية والترانيم الدينية أو الأناشيد الوطنية فحسب، بل تشمل أيضًا العزف على الموسيقى والتفكير فيها والحلم بها. أكثر هذه المحفزات شيوعًا نغمة أو أغنية أو مغني معين. الخصائص الموسيقية مثل الإيقاع والتردد والجرس هي السبب المحتمل وراء المؤثرات الموسيقية. ويقترح ذلك أن نشاطًا أو نمطًا إيقاعيًا معينًا يؤدي إلى حدوث نوبة صرعية.